# Calcio Femminile Südtirol Damen Bolzano 2014-2015
Questa pagina raccoglie i dati riguardanti il Calcio Femminile Südtirol Damen Bolzano Associazione Dilettantistica nelle competizioni ufficiali della stagione 2014-2015.

## Stagione
Il Südtirol Damen Bolzano si appresta a iniziare la stagione 2014-2015 iscrivendosi al campionato di Serie B, inserito nel girone B a 13 squadre. La società conferma la fiducia al tecnico Antonio Alberti, sulla panchina della squadra dal novembre 2010, mentre l'attività nella sessione estiva di calciomercato si limita a un inserimento di due giocatrici d'esperienza nel settore centrale, Renate Kienzl proveniente dal Sarentino e Katrin Plankl dal Brixen OBI, entrambe capitane delle rispettive squadre. Novità a livello societario sono le dimissioni da presidente di Luca Dalla Torre che, per motivi professionali, comunica dal gennaio 2015, incarico che viene rilevato da Andrea Oreti.

## Rosa
| N. |                   | Ruolo | Calciatrice       |
| -- | ----------------- | ----- | ----------------- |
|    | Italia (bandiera) | P     | Chiara Valzolgher |
|    | Italia (bandiera) | P     | Giorgia Zenaro    |
|    | Italia (bandiera) | D     | Greta Brunello    |
|    | Italia (bandiera) | D     | Denise De Luca    |
|    | Italia (bandiera) | D     | Verena Erlacher   |
|    | Italia (bandiera) | D     | Irene Ferrari     |
|    | Italia (bandiera) | D     | Sarah Hassl       |
|    | Italia (bandiera) | D     | Desiree Righi     |
|    | Italia (bandiera) | D     | Linda Tonelli     |
|    | Italia (bandiera) | D     | Martina Varrone   |
|    | Italia (bandiera) | C     | Matilde Fuganti   |
|    | Italia (bandiera) | C     | ... Gargiulo      |

| N. |                   | Ruolo | Calciatrice           |
| -- | ----------------- | ----- | --------------------- |
|    | Italia (bandiera) | C     | Renate Kienzl         |
|    | Italia (bandiera) | C     | Martina Menegoni      |
|    | Italia (bandiera) | C     | Katrin Plankl         |
|    | Italia (bandiera) | C     | Pamela Pojer          |
|    | Italia (bandiera) | C     | Giordana Torresani    |
|    | Italia (bandiera) | C     | Silvia Vivirito       |
|    | Italia (bandiera) | A     | Martina Brunello      |
|    | Italia (bandiera) | A     | Stefania Dallagiacoma |
|    | Italia (bandiera) | A     | Chiara Pasqualini     |
|    | Italia (bandiera) | A     | Silvia Pignato        |
|    | Italia (bandiera) | A     | Nicole Rainer         |
|    | Italia (bandiera) | A     | Alessandra Tonelli    |

## Calciomercato

### Sessione estiva
| Acquisti | Acquisti      | Acquisti   | Acquisti   |
| R.       | Nome          | da         | Modalità   |
| -------- | ------------- | ---------- | ---------- |
| C        | Renate Kienzl | Sarentino  | definitivo |
| C        | Katrin Plankl | Brixen OBI | definitivo |

|  |

## Risultati

### Serie B

#### Girone di andata
| Bolzano 5 ottobre 2014, ore 15:00 CEST 1ª giornata | Südtirol                 | 0 – 0 referto | Fortitudo Mozzecane | Campo Righi\| Arbitro: \| Fabiano Simone (Bologna) \| |
| Arbitro:                                           | Fabiano Simone (Bologna) |               |                     |                                                       |

| Arbitro: | Massimiliano Lombardelli (Torino) |

|  |           |                    |
|  | Marcatori | 80’ (rig.) Tonelli |

| Arbitro: | Sajmir Kumara (Verona) |

|                     |           |                   |
| Pasqualini 43’, 67’ | Marcatori | 59’ (rig.) Moroni |

| 26 ottobre 2014, ore 14:30 CET Turno di riposo |  | – |  |  |

| Arbitro: | Pierpaolo Loffredo (Torino) |

|  |           |                                                                        |
|  | Marcatori | 13’ Dallagiacoma 30’ Brunello 32’ Pasqualini 59’ Tonelli 67’ Torresani |

| Arbitro: | Marco Bozzo (San Donà di Piave) |

|                                      |           |  |
| Pasqualini 13’, 41’ Dallagiacoma 36’ | Marcatori |  |

| Arbitro: | Michele Bernardini (Genova) |

|              |           |                                 |
| Segalini 66’ | Marcatori | 15’ Dallagiacoma 69’ Pasqualini |

| Arbitro: | Armando Ongarato (Castelfranco Veneto) |

|                  |           |                             |
| Dallagiacoma 57’ | Marcatori | 67’ Capovilla 86’ Carradore |

| Arbitro: | Angelo De Leo (Molfetta) |

|              |           |                            |
| Possenti 43’ | Marcatori | 10’ Vivirito 66’ Torresani |

| Arbitro: | Matteo Paggiola (Legnago) |

|  |           |             |
|  | Marcatori | 57’ Coppola |

| Arbitro: | Marco Bodini (Verona) |

|             |           |                                                                          |
| Rigatti 78’ | Marcatori | 12’, 29’, 83’ Pasqualini 17’, 40’ Torresani 31’ Dallagiacoma 35’ Tonelli |

| Arbitro: | Laura Ponso (Bassano del Grappa) |

|                         |           |             |
| Tonelli 22’ (rig.), 87’ | Marcatori | 15’ Gaspari |

| Arbitro: | Massimiliano Aly (Lodi) |

|  |           |                                     |
|  | Marcatori | 12’, 29’, 83’ Pasqualini 75’ Plankl |

#### Girone di ritorno
| Arbitro: | Marco Acampora (Schio) |

|             |           |                                                   |
| Peretti 25’ | Marcatori | 38’, 83’ Dallagiacoma 65’ Pasqualini 75’ Vivirito |

| Bolzano 25 gennaio 2015, ore 14:30 CET 15ª giornata | Südtirol                                | 0 – 0 referto | Real Meda | Campo Righi\| Arbitro: \| Stefano Campagnolo (Bassano del Grappa) \| |
| Arbitro:                                            | Stefano Campagnolo (Bassano del Grappa) |               |           |                                                                      |

| Arbitro: | Alessandro Di Graci (Como) |

|                   |           |                 |
| Gritti 35’ (rig.) | Marcatori | 6’, 15’ Tonelli |

| 8 febbraio 2015 Turno di riposo |  | – |  |  |

| Arbitro: | Matteo Paggiola (Legnago) |

|                                                                                     |           |  |
| Tonelli 3’, 50’, 62’ Pasqualini 25’, 58’ Torresani 30’, 85’ Plankl 45’ Vivirito 69’ | Marcatori |  |

| Arbitro: | Marco Bodini (Verona) |

|  |           |                                |
|  | Marcatori | 6’ Tonelli 45’, 73’ Pasqualini |

| Arbitro: | Giulio Bonaldo (Conegliano) |

|                                 |           |  |
| Pasqualini 64’ Tonelli 72’, 89’ | Marcatori |  |

| Arbitro: | Paolo Messaggi (Crema) |

|               |           |                                    |
| Boni 30’, 39’ | Marcatori | 23’ (rig.) Vivirito 33’ Pasqualini |

| Arbitro: | Matteo Paggiola (Legnago) |

|                            |           |  |
| Pasqualini 30’ Tonelli 70’ | Marcatori |  |

| Arbitro: | Federico Mezzalira (Varese) |

|  |           |                                    |
|  | Marcatori | 32’ Brunello 82’ (aut.) Stefanello |

| Arbitro: | Alain Bontadi (Trento) |

|                                         |           |  |
| Torresani 23’ Brunello 48’ Vivirito 71’ | Marcatori |  |

| Arbitro: | Sajmir Kumara (Verona) |

|                     |           |                                                           |
| Pandolfi 92’ (rig.) | Marcatori | 26’ Menegoni 31’ Dallagiacoma 40’ Brunello 62’ Pasqualini |

| Arbitro: | Marco Bodini (Verona) |

|                                                               |           |  |
| Pasqualini 10’, 19’ Dallagiacoma 40’ Vivirito 61’ Tonelli 86’ | Marcatori |  |

### Coppa Italia

#### Primo turno eliminatorio
| San Bartolomeo, Trento 9 settembre 2014, ore 15:00 CEST Andata   | Azzurra San Bartolomeo | 0 – 4 referto                  | Südtirol | Stadio di via dei Tigli |
| \| \| \| \| \| \| Marcatori \| M. Brunello Pasqualini Tonelli \| |                        |                                |          |                         |
|                                                                  |                        |                                |          |                         |
|                                                                  | Marcatori              | M. Brunello Pasqualini Tonelli |          |                         |

| Arbitro: | Simone Biffi (Treviglio) |

|                                                                                        |           |  |
| Torresani 19’, 40’ M. Brunello 27’ Dallagiacoma 71’ Plankl 75’ Vivirito 83’ Kienzl 87’ | Marcatori |  |

#### Sedicesimi di finale
| Arbitro: | Carmine Luciano (Bologna) |

|                                |           |                 |
| Battaiotto 23’, 46’ Cerina 35’ | Marcatori | 39’ M. Brunello |

## Statistiche

### Statistiche di squadra
| Competizione | Punti | In casa | In casa | In casa | In casa | In casa | In casa | In trasferta | In trasferta | In trasferta | In trasferta | In trasferta | In trasferta | Totale | Totale | Totale | Totale | Totale | Totale | DR  |
| Competizione | Punti | G       | V       | N       | P       | Gf      | Gs      | G            | V            | N            | P            | Gf           | Gs           | G      | V      | N      | P      | Gf     | Gs     | DR  |
| ------------ | ----- | ------- | ------- | ------- | ------- | ------- | ------- | ------------ | ------------ | ------------ | ------------ | ------------ | ------------ | ------ | ------ | ------ | ------ | ------ | ------ | --- |
| Serie B      | 60    | 12      | 8       | 2       | 2       | 30      | 5       | 12           | 11           | 1            | 0            | 36           | 8            | 24     | 19     | 3      | 2      | 66     | 13     | +53 |
| Coppa Italia | -     | 1       | 1       | 0       | 0       | 7       | 0       | 2            | 1            | 0            | 1            | 4            | 4            | 3      | 2      | 0      | 1      | 11     | 4      | +7  |
| Totale       | -     | 13      | 9       | 2       | 2       | 37      | 5       | 14           | 12           | 1            | 1            | 40           | 12           | 27     | 21     | 3      | 3      | 77     | 17     | +60 |

### Statistiche delle giocatrici
| Giocatore       | Serie B  | Serie B | Serie B     | Serie B    | Coppa Italia | Coppa Italia | Coppa Italia | Coppa Italia | Totale   | Totale | Totale      | Totale     |
| Giocatore       | Presenze | Reti    | Ammonizioni | Espulsioni | Presenze     | Reti         | Ammonizioni  | Espulsioni   | Presenze | Reti   | Ammonizioni | Espulsioni |
| --------------- | -------- | ------- | ----------- | ---------- | ------------ | ------------ | ------------ | ------------ | -------- | ------ | ----------- | ---------- |
| G. Brunello     | 21       | 0       | 0           | 1          | ?            | ?            | ?            | ?            | 21+      | 0+     | 0+          | 1+         |
| M. Brunello     | 17       | 4       | 1           | 0          | 3            | 4            | ?            | ?            | 20       | 8      | 1+          | 0+         |
| S. Dallagiacoma | 24       | 9       | 1           | 0          | ?            | 1            | ?            | ?            | 24+      | 10     | 1+          | 0+         |
| D. De Luca      | 11       | 0       | 3           | 0          | ?            | ?            | ?            | ?            | 11+      | 0+     | 3+          | 0+         |
| V. Erlacher     | 16       | 0       | 0           | 0          | ?            | ?            | ?            | ?            | 16+      | 0+     | 0+          | 0+         |
| I. Ferrari      | 17       | 0       | 1           | 0          | ?            | ?            | ?            | ?            | 17+      | 0+     | 1+          | 0+         |
| M. Fuganti      | 1        | 0       | 0           | 0          | ?            | ?            | ?            | ?            | 1+       | 0+     | 0+          | 0+         |
| ?. Gargiulo     | 2        | 0       | 0           | 0          | ?            | ?            | ?            | ?            | 2+       | 0+     | 0+          | 0+         |
| S. Hassl        | 3        | 0       | 0           | 0          | ?            | ?            | ?            | ?            | 3+       | 0+     | 0+          | 0+         |
| R. Kienzl       | 17       | 0       | 0           | 0          | ?            | 1            | ?            | ?            | 17+      | 1      | 0+          | 0+         |
| M. Menegoni     | 23       | 1       | 2           | 0          | ?            | ?            | ?            | ?            | 23+      | 1+     | 2+          | 0+         |
| C. Pasqualini   | 22       | 21      | 1           | 0          | ?            | 1            | ?            | ?            | 22+      | 22     | 1+          | 0+         |
| S. Pignato      | 2        | 0       | 0           | 0          | ?            | ?            | ?            | ?            | 2+       | 0+     | 0+          | 0+         |
| K. Plankl       | 23       | 2       | 1           | 0          | ?            | 1            | ?            | ?            | 23+      | 3      | 1+          | 0+         |
| P. Pojer        | 0        | 0       | 0           | 0          | ?            | ?            | ?            | ?            | 0+       | 0+     | 0+          | 0+         |
| N. Rainer       | 0        | 0       | 0           | 0          | ?            | ?            | ?            | ?            | 0+       | 0+     | 0+          | 0+         |
| D. Righi        | 24       | 0       | 2           | 0          | ?            | ?            | ?            | ?            | 24+      | 0+     | 2+          | 0+         |
| A. Tonelli      | 24       | 15      | 0           | 0          | ?            | 1            | ?            | ?            | 24+      | 16     | 0+          | 0+         |
| L. Tonelli      | 7        | 0       | 1           | 0          | ?            | ?            | ?            | ?            | 7+       | 0+     | 1+          | 0+         |
| G. Torresani    | 21       | 7       | 0           | 0          | ?            | 2            | ?            | ?            | 21+      | 9      | 0+          | 0+         |
| C. Valzolgher   | 24       | -13     | 0           | 0          | ?            | ?            | ?            | ?            | 24+      | -13+   | 0+          | 0+         |
| M. Varrone      | 2        | 0       | 0           | 0          | ?            | ?            | ?            | ?            | 2+       | 0+     | 0+          | 0+         |
| S. Vivirito     | 19       | 6       | 1           | 0          | ?            | 1            | ?            | ?            | 19+      | 7      | 1+          | 0+         |
| G. Zenaro       | 0        | 0       | 0           | 0          | ?            | ?            | ?            | ?            | 0+       | 0+     | 0+          | 0+         |